# إسماعيل باشا البغدادي
إسماعيل باشا بن محمد أمين بن مير سليم الباباني البغدادي (1839- 1920 م / 1339 هـ). هو أديب ومؤرخ عاش في أواخر عصر الدولة العثمانية وتوفي قبل سقوطها بسنوات معدودة. وقد ذكر خير الدين الزركلي في ترجمته له أنَّه أقام في زمانهم في مقري كوي بقرب الآستانة.

## مصنفاته
يشتهر البغدادي بهذين المصنَّفين المطبوعين:
- هدية العارفين أسماء المؤلفين وآثار المصنفين.
- إيضاح المكنون في الذيل علي كشف الظنون.

### الكتب
- الأعلام. خير الدين الزركلي، طبع بيروت - لبنان، 1980، منشورات دار العلم للملايين.

### إشارات مرجعية
1. ↑  "96984278". viaf.org. مؤرشف من الأصل في 2022-03-13. اطلع عليه بتاريخ 2022-08-04.
2. 1 2  
الزركلي، خير الدين. الأعلام - ج1. ص. 326. مؤرشف من الأصل في 2019-05-14.
3. ↑  كامل سلمان الجبوري (2003). معجم الأدباء من العصر الجاهلي حتى سنة 2002م. بيروت: دار الكتب العلمية. ج. 1. ص. 366. ISBN:978-2-7451-3694-7. LCCN:2003489875. OCLC:54614801. OL:21012293M. QID:Q111309344.